# Communauté de communes du Haut Clocher
Die Communauté de communes du Haut Clocher war ein französischer Gemeindeverband mit der Rechtsform einer Communauté de communes im Département Somme in der Region Hauts-de-France. Sie wurde am 24. Dezember 1999 gegründet und umfasste 20 Gemeinden. Der Verwaltungssitz befand sich im Ort Ailly-le-Haut-Clocher.

## Historische Entwicklung
Am 1. Januar 2017 wurde der Gemeindeverband mit der Communauté de communes Authie-Maye und der Communauté de communes du Canton de Nouvion zur neuen Communauté de communes Ponthieu-Marquenterre zusammengeschlossen.

## Ehemalige Mitgliedsgemeinden
1. Ailly-le-Haut-Clocher
2. Brucamps
3. Buigny-l’Abbé
4. Bussus-Bussuel
5. Cocquerel
6. Coulonvillers
7. Cramont
8. Domqueur
9. Ergnies
10. Francières
11. Gorenflos
12. Long
13. Maison-Roland
14. Mesnil-Domqueur
15. Mouflers
16. Oneux
17. Pont-Remy
18. Saint-Riquier
19. Villers-sous-Ailly
20. Yaucourt-Bussus